# Berthold Hellingrath

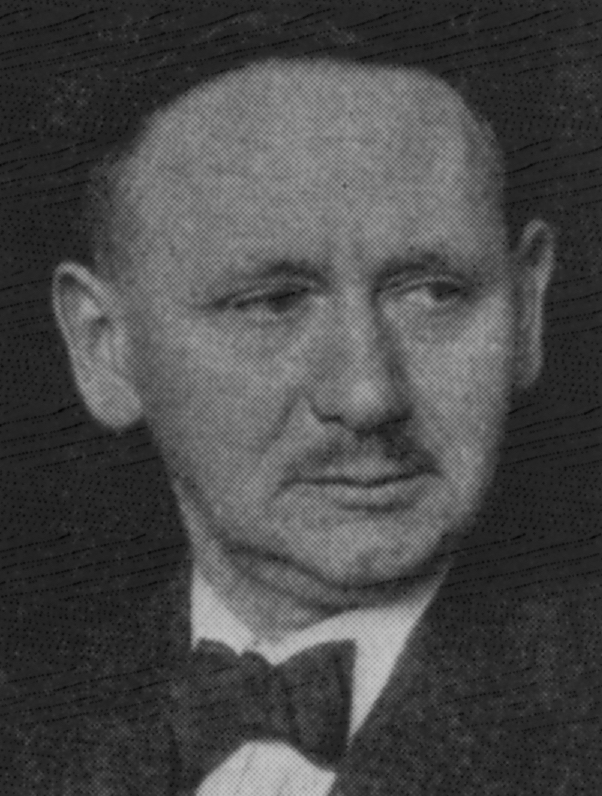
Berthold Hellingrath

Berthold Franz Hellingrath (* 27. Oktober 1877 in Elbing, Westpreußen; † 15. Dezember 1954 in Hannover) war ein deutscher Maler, Radierer und Hochschullehrer. 

## Leben

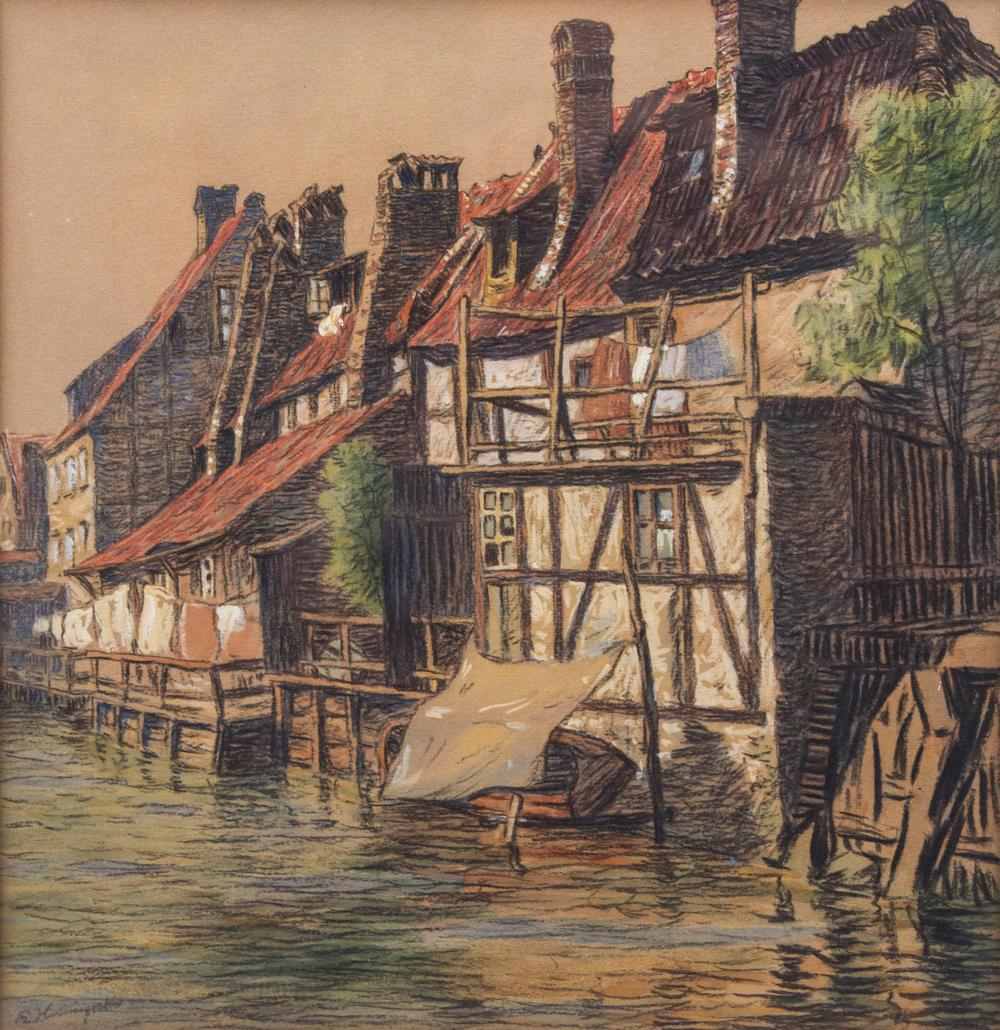
Pferdeschwemme in Danzig (1903); Mischtechnik auf Papier

Hellingrath war der Sohn eines Rheinländers und einer Schlesierin. Mit fünf Jahren siedelte er mit seinen Eltern, Bertha und Franz Hellingrath, nach Danzig um. Seinen ersten Malunterricht erhielt er an der Provinzial-Kunstschule in Danzig bei Wilhelm August Stryowski (1834–1917) und Bernhard Sturmhoefel (1853–1913). Er studierte in den Jahren 1899 bis 1905 an der Kunstakademie Dresden und war Meisterschüler von Gotthardt Kuehl. Das Studium in Dresden erfolgte auf Anraten von Arthur Bendrat, den er bei dessen Studienreise (im Gefolge Kuehls) nach Danzig kennengelernt hatte und zu dem eine lebenslange Freundschaft entstand. Ab 1907 hatte er sein eigenes Atelier in Dresden, wo er mit Erich Heckel bekannt war, dem Gründer der Künstlergruppe „Die Brücke“ (1905), und mit Max Pechstein. Er reiste auch häufig an die Ostsee und hielt sich oft in Danzig auf.
Im Jahr 1925 wurde er Dozent für Architekturmalerei, Proportionslehre und Freihandzeichnen für Bauingenieure etc. an der Technischen Hochschule Hannover. 1928 wurde er dort zum Honorarprofessor ernannt.
Zum 1. Mai 1933 trat er in die NSDAP ein (Mitgliedsnummer 2.956.334). Ferner war er Mitglied des Nationalsozialistischen Deutschen Dozentenbundes (NSDDB). Im Oktober 1935 wurde ihm die Parteiämter auf Lebenszeit aberkannt.
Die Nationalsozialisten lehnten seine Malerei ab, so dass Hellingrath im Jahr 1937 wegen „artfremder Malerei“ aus der Reichskunstkammer ausgeschlossen wurde. Durch Ausbombung ging ein großer Teil seiner Werke für immer verloren.
Er starb 1954 an den Folgen eines Verkehrsunfalls.

## Ehrungen
- 1953: Verdienstkreuz (Steckkreuz) der Bundesrepublik Deutschland

## Werke
- Rektor Otto Blum, Ölgemälde, im Besitz der Universität Hannover.[5]
- Werke Hellingraths werden auch im 21. Jahrhundert noch gehandelt.[6]